# Bela Ajmadúlina
Isabella "Bela" Ajátovna Ajmadúlina (ruso: Белла (Изабелла) Ахатовна Ахмадулина) (Moscú, 10 de abril de 1937 - Ibidem, 29 de noviembre de 2010) fue una destacada poeta y traductora rusa moderna. Según Joseph Brodsky, fue la mejor poeta viva en ruso.

## Biografía
Fue la única hija de un padre tártaro y una madre italiana. Comenzó a escribir versos en su infancia. Inició su carrera literaria durante su época estudiantil, colaborando como periodista en el periódico moscovita Metrostróevets, al mismo tiempo que desarrollaba sus aptitudes poéticas en el círculo del poeta Yevgueni Vinokúrov. Publicó sus primeros poemas en 1954. Se graduó en el Instituto Literario (Moscú) en 1960.
Apoyó el movimiento de disidentes y defendió a Andréi Sájarov, Lev Kópelev y Alexandr Solzhenitsyn.
Se casó en tres ocasiones: con el poeta Yevgueni Yevtushenko en 1954, con Yuri Naguibin, en 1960, y con el famoso artista ruso Borís Messerer, en 1970.

## Obra
Su poesía lírica es lo mejor de su obra, que se caracteriza por su intenso lirismo de sus versos, refinamiento formal e intercomunicación con la tradición poética del pasado.
En la evolución poética de Ajmadúlina pueden distinguirse tres épocas:
En su primera etapa, desde 1955 a 1963, destaca su libro La cuerda (Струна, 1962), en el que sobresale el poema "Mi genealogía" (Моя родословная).
Una segunda época, de 1963 a 1979, en la considera nueva ola literaria rusa, en la que publica varios libros de poemas: Escalofrío (Озноб, Fráncfort, 1968), Lecciones de música (Уроки музыки, 1969), Versos (Стихи, 1975), La vela (Свеча, 1977), Sueños de Georgia (Сны о Грузии, 1977, 1979), Ventisca (Метель, 1977); y prosa publicada en la miscelánea literaria “MetrOpol” (Muchos perros y un perro (Много собак и собака, 1980))
Su tercera etapa poética, desde 1979 hasta 2010, incluye los libros de poemas Misterio (Тайна, 1983), El jardín (Сад, 1987) (Premio Estatal de la URSS, 1989), Versos (Стихотворения, 1988), Obras escogidas (Избранное, 1988), Versos (Стихи, 1988), Litoral (Побережье, 1991), Cofrecito y clave (Ларец и ключ, 1994), Ruido de silencio (Шум тишины, Jerusalén, 1995), Fila de piedras (Гряда камней, 1995), Justamente mis versos (Самые мои стихи, 1995), El sonido mostrador (Звук указующий, 1995), Un día de diciembre (Однажды в декабре, 1996), Contemplación de bolita de vidrio (Созерцание стеклянного шарика, 1997), Obras completas en tres volúmenes (Собрание сочинений в трех томах, 1997), Instante de existencia (Миг бытия, 1997), Lo imprevisto (Нечаяние, versos y diario, 1996-1999), Al lado de árbol de Año Nuevo (Возле елки, 1999), Rasgos hermosos de mis amigos (Друзей моих прекрасные черты, 2000), Versos. Ensayos (Стихотворения. Эссе, 2000), Espejo. Siglo XX (Зеркало. ХХ век - versos, poemas, traducciones, cuentos, ensayos, discursos, 2000).
Publicó 33 poemarios, escribió crónicas y ensayos sobre Vladimir Nabokov, Anna Ajmátova, Marina Tsvetáyeva, Venedikt Yeroféyev, Aleksandr Tvardovski, Pável Antokolski, Vladímir Vysotski y otros artistas.
Tradujo a muchos poetas clásicos y modernos de la ex URSS (georgianos, armenios, abjasios), y también a poetas europeos y estadounidenses, de idiomas como el inglés, el francés, el italiano, el polaco, el checo y el serbio, por su trabajo en las traducciones recibió muchos elogios.
La poesía de Ajmadúlina es bien conocida en el mundo entero puesto que sus libros fueron traducidos a muchas lenguas, entre ellas el inglés (Fever and Other New Poems, Nueva York, 1969; The Garden, Nueva York, 1990), el alemán (Musikstunden, Berlín, 1974; Das Gerausch des Verlusts, Leipzig, 1995), el italiano (Tenerezza, Parma, 1971; Poesie scelte, Roma, 1993; Poesie, Milano, Spiralli, 1998), el francés, el serbio, el checo, el eslovaco, el polaco, el hebreo, el búlgaro, el danés, el letón, el estonio, el georgiano, el armenio, el moldavo, el rumano, el kurdo, el árabe y el japonés.
Algunas de sus poesías se convirtieron en canciones que fueron interpretadas en varias películas soviéticas.
Se desempeñó como secretaría de la secretaría de la Unión Soviética de Escritores, en 1977 Bella Ajmadúlina fue elegida miembro honorario de la Academia estadounidense de las Artes y las Letras.
Falleció por una enfermedad cardíaca el 29 de noviembre de 2010 en Moscú.

### En antologías
- 1965: Poesía soviética rusa (traducción Nicanor Parra)

## Premios
- Premio Estatal de la URSS (1989)
- Nosside (Italia, 1994)
- Premio "Triunfo" (Rusia, 1994)
- Premio Pushkin. Fundación Alfred Toepfer (1994)
- Premio Brianza (Italia, 1998)
- Premio Presidencial (Rusia, 1998)
- Premio Bulat Okudzhava (Rusia, 2003)
- Premio Estatal de Rusia (2004).

Fue galardonada con tres órdenes estatales de Rusia por sus servicios a la patria y a las relaciones internacionales en la esfera de la literatura y la cultura (propietaria de la orden «Por los servicios a la patria» de segunda y tercera clase».